# Cantonul Angoulême-Est
Cantonul Angoulême-Est este un canton din arondismentul Angoulême, departamentul Charente, regiunea Poitou-Charentes, Franța.